# 佐渡吻状蛤
佐渡吻状蛤（学名：Nuculana sadoensis），是弯锦蛤目弯锦蛤科弯锦蛤属的一种。主要分布于中国大陆，常栖息在水深30-80米软泥底。